# Batalla de Castillejos
La batalla de Castillejos fou la segona gran batalla de la Guerra d'Àfrica entre el Marroc i Espanya el 1859 i 1860.
La batalla es va lliurar l'1 de gener de 1860, quan l'exèrcit espanyol va iniciar la marxa cap a Tetuan, amb el general Joan Prim i Prats a l'avantguarda, seguit pel general Juan de Zavala y de la Puente, i finalment per Leopoldo O'Donnell i l'estat major. Prim havia d'anar a la vall dels Castillejos (Fnideq) i ocupar una posició coneguda com la casa del morabit per esperar al segon cos d'exèrcit que arribaria l'endemà, i junts passar la vall. Prim va aconseguir el seu objectiu, però no es va saber contenir i, fustigat per l'enemic des d'una posició estratègica a la vall, va avançar amb una temerària carrega a la baioneta i va ocupar la posició enemiga a una de les estivacions de la Serralada de Belyounech, i després va perseguir a l'enemic amb la cavalleria; els marroquins es van refer i van rodejar a la cavalleria, que es va salvar per poc; embravits els marroquins va passar a l'atac a les tres de la tarda i van recuperar la posició que havien perdut, fins que Prim va agafar la direcció i al capdavant, amb una bandera a la mà i parlant als soldats electritzats per l'exemple del seu cap, va iniciar la contraofensiva, amb la bona sort que llavors va arribar Zavala amb quatre batallons i va arrodonir la victòria.
Els espanyols van tenir 700 morts. La batalla va contribuir en bona part a forjar la fama d'extremadament valent del general Prim, i la por que feia als rifenys.

## Conseqüències culturals
L'any 1929 sota la dictadura de Primo de Rivera hom va re-anomenar el carrer de la Font Nova o carrer 43 segons el pla Cerdà d'eixamplament de la ciutat de Barcelona. Carrer de los Castillejos va ser el nom triat. Era un temps de glorificació de les campanyes militars a l'Àfrica.

## Referències

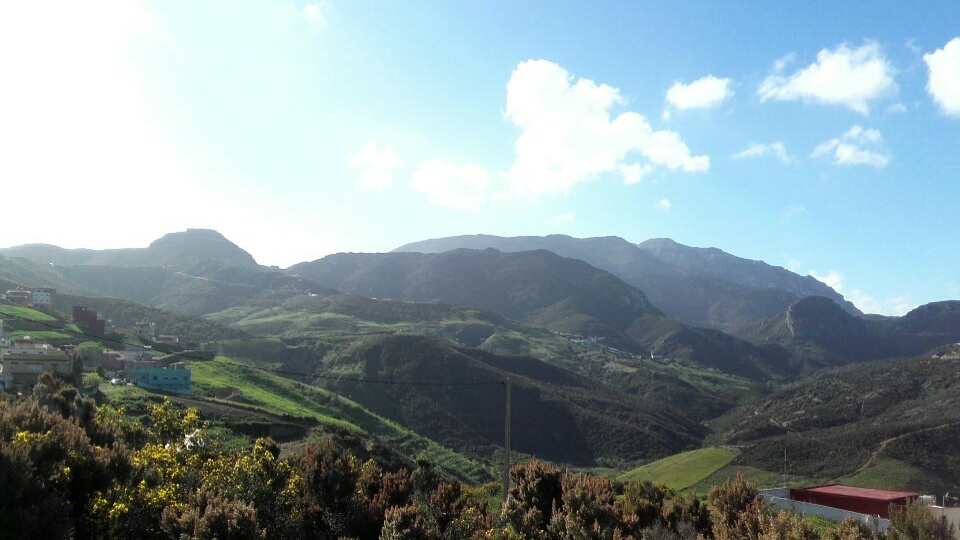
Relleu de la Vall de Fniqued en l'actualitat (2018)